# KRNI
Koordinaten: 43° 8′ 31″ N, 93° 6′ 41″ W
KRNI ist ein US-amerikanischer Hörfunksender aus Mason City im US-Bundesstaat Iowa. KRNI ist eine Station der drei Mittelwellenstationen des Iowa Public Radio im Netzwerk des National Public Radio. Die Station sendet mit 0,7 kW tagsüber, nachts mit 0,015 kW auf der Mittelwellenfrequenz 1010 kHz. Eigentümer und Betreiber ist die University of Northern Iowa.